# Karl Herbert (Theologe)
Karl Herbert (* 14. Juli 1907 in Frankfurt am Main; † 2. August 1995 in Seeheim-Jugenheim) war ein deutscher evangelischer Theologe.

## Leben
Herbert studierte Theologie und Kunstgeschichte in Tübingen, Erlangen und Berlin. Von 1932 bis 1950 war er Pfarrer in Oberhörlen im Kreis Biedenkopf. 1933 schloss er sich der Bekennenden Kirche an. 1950 wählte ihn die Synode der Evangelischen Kirche in Hessen und Nassau (EKHN) zum Propst für Nord-Nassau, 1964 zum Stellvertreter des Kirchenpräsidenten Wolfgang Sucker. Er blieb in diesem Amt bis zu seinem Ruhestand im Jahre 1972. 
In seinen Veröffentlichungen beschäftigte sich Karl Herbert mit der Geschichte der Evangelischen Kirchen in Hessen während der Zeit des Nationalsozialismus und mit theologischen Gegenwartsfragen. Er war Träger des Großen Verdienstkreuzes der Bundesrepublik Deutschland (1973) und Ehrendoktor der Evangelisch-Theologischen Fakultät der Universität Mainz, wo er bis zu seinem Tod einen Lehrauftrag über kirchliche Zeitgeschichte innehatte. Karl Herbert starb nach kurzer, schwerer Krankheit, nachdem er seine Geschichte der EKHN seit 1945 „Durch Höhen und Tiefen“ vollendet hatte. An ihn erinnert das Propst-Herbert-Haus in Selters/Westerwald. 
Die EKHN würdigte Karl Herbert als eine Persönlichkeit von größter Bedeutung für die Entwicklung der EKHN. Er hat maßgeblich die Kirchenordnung der EKHN mit verfasst. Aus der Erfahrung des Kirchenkampfes gegen den Nationalsozialismus hat er darauf gedrungen, dass der Neuaufbau der EKHN nach dem Krieg auf der Grundlage der Gemeinden geschah. Auch die Verbindung von Theologie und Weltverantwortung ist für ihn  wichtig gewesen. Als Propst für Nord-Nassau und auch als Stellvertreter des Kirchenpräsidenten hat Karl Herbert der Kirche  theologische Impulse gegeben. Er hat an der „Leuenberger Konkordie“ mitgewirkt. In ihr war 1974 zum ersten Mal seit der Reformation die Grundlage für die Überwindung der Trennung zwischen den europäischen Evangelischen Kirchen geschaffen worden. Im Bereich Mission und Ökumene hat er sich in den 1970er Jahren engagiert und Kontakte nach Osteuropa zur Verständigung mit den dortigen Kirchen gesucht.